# جويل هايدن
جويل هايدن (بالإنجليزية: Joel Hayden)‏ هو سياسي أمريكي، ولد في 8 أبريل 1798، وتوفي في 10 نوفمبر 1873. حزبياً، نشط في الحزب الجمهوري. وقد انتخب نائب حاكم ماساتشوستس ‏.